# Protomocerus pulcher
Protomocerus pulcher là một loài bọ cánh cứng trong họ Cerambycidae.